# Krossvík (vik i Island, Västfjordarna)
Krossvík är en vik i republiken Island.   Den ligger i regionen Västfjordarna, i den västra delen av landet, 230 km norr om huvudstaden Reykjavík.
Inlandsklimat råder i trakten. Årsmedeltemperaturen i trakten är −2 °C. Den varmaste månaden är juli, då medeltemperaturen är 10 °C, och den kallaste är januari, med −8 °C.